# Gryllacris multifracta
Gryllacris multifracta är en insektsart som beskrevs av Griffini 1914. Gryllacris multifracta ingår i släktet Gryllacris och familjen Gryllacrididae. Inga underarter finns listade i Catalogue of Life.